# Marlen Schachinger

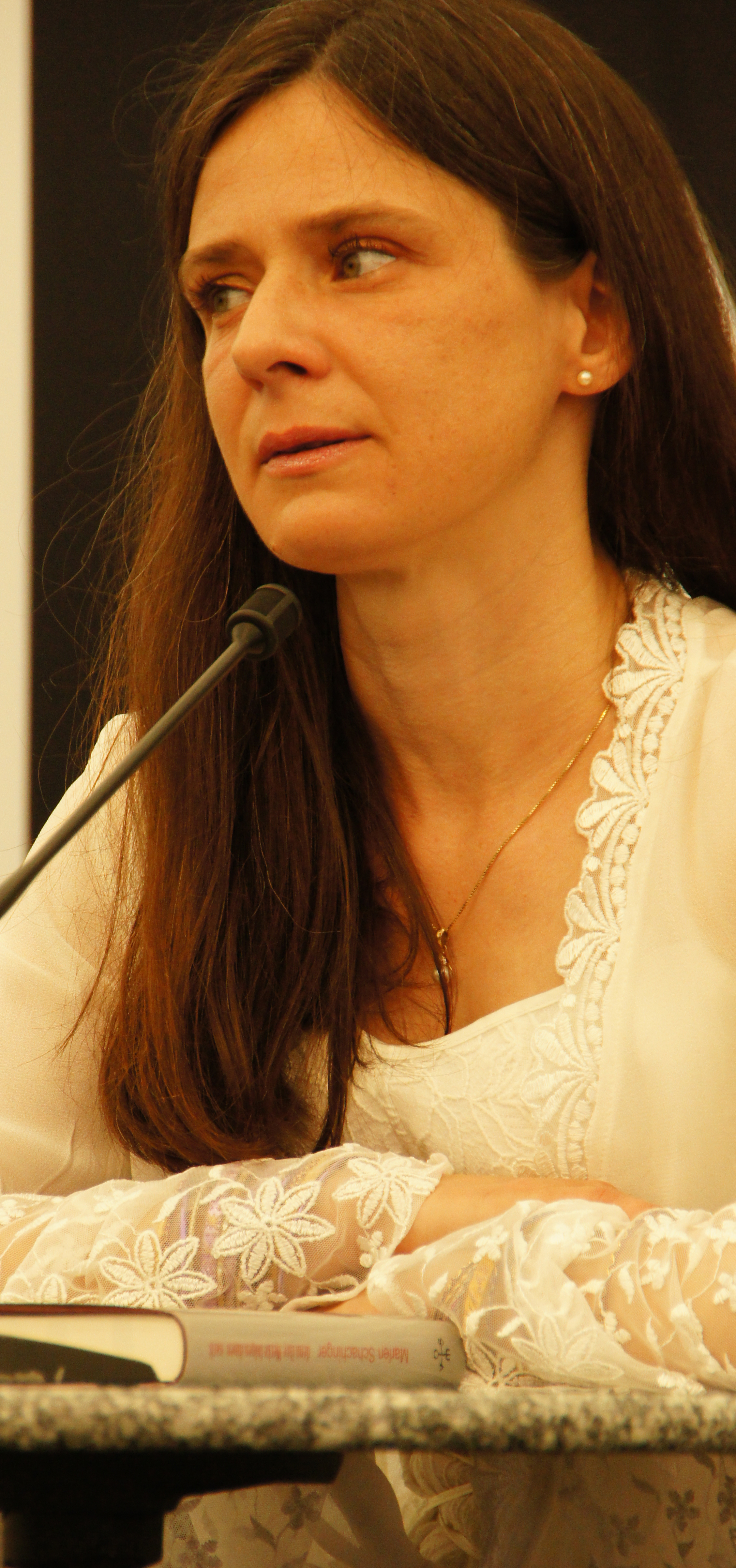
Marlen Schachinger (2013)

Marlen Schachinger (* 12. Dezember 1970 in Braunau am Inn) ist eine österreichische Autorin und Literaturwissenschaftlerin.

## Leben
Marlen Schachinger verbrachte Kindheit und Jugend im oberösterreichischen Innviertel und Hausruckviertel. Nach der Matura am Wirtschaftskundlichen Realgymnasium der Franziskanerinnen zog sie zum Studium der Komparatistik, Germanistik sowie Romanistik nach Wien. Auf einen längeren Studienaufenthalt in Paris, folgte 1996 die Rückkehr nach Wien. Nach zwei Jahren Tätigkeit im Buchhandel und ersten Literaturpreisen und -stipendien begann sie als freiberufliche Autorin zu arbeiten. Im Jahr 2012 promovierte sie zum Thema "Werdegang. AutorInnen zwischen Salons, freien Gruppen und institutioneller Ausbildung". Sie ist Leiterin des 2012 gegründeten Instituts für narrative Kunst, wo sie Literarisches Schreiben und Literaturrezeption unterrichtet.
Marlen Schachinger lebt in der Nähe von Wien.

## Werk
Neben ihrer literarischen Tätigkeit setzt sich Schachinger stark mit der Theorie des Schreibens und mit feministischer Literaturgeschichte auseinander. Ihr bisheriges Werk (Kurzgeschichten, Romane, Hörstücke, Lyrik sowie Sachbücher aus dem Fachbereich HerStory) wurde mit zahlreichen Stipendien und Preisen ausgezeichnet. Linda Stift schreibt in der Presse zu Schachingers Herangehensweise und ihrem aktuellen Werk (Albors Asche, 2015): „In ihrem Institut für Narrative Kunst im niederösterreichischen Land um Laa hält Marlen Schachinger leidenschaftliche Plädoyers für ein hemmungsloses Fabulieren, die Studenten sollen ‚das Blaue vom Himmel herunterlügen‘ und ‚dem Wahnsinn des Alltags sprachlich ein Schnippchen schlagen‘. [...] In ihrem neuen Roman tut Schachinger genau das: Sie fabuliert, lügt das Blaue vom Himmel herunter, mischt Realität mit Irrealität und hat keine Scheu vor ungeheuerlichen Behauptungen und großen Worten.“

## Auszeichnungen
- 2002 Ernst-und-Rosa-von-Dombrowski-Stiftungspreis für Literatur
- 2004 Mira-Lobe-Stipendium
- 2007 Lise-Meitner-Literaturpreis mit Und Marietta
- 2010 Wissenschafts- und Forschungsstipendium der Stadt Wien[2]
- 2011 Wiener Autorenstipendium
- 2016 Niederösterreichischer Kulturpreis – Anerkennungspreis[6]
- 2019 Stadtschreiberin der Stadt Wels[7]
- 2019 Johann-Gottfried-Seume-Literaturpreis[8]
- 2021 Stadtschreiberin Magdeburg[9]
- 2021 Preisträgerin der Internationalen Literaturdialoge[10] des BMEIA

## Werke
- morgen, vielleicht. Roman, Edition die Donau hinunter, Wien 2000, ISBN 3901233180.
- Störung. Kurzgeschichten, Edition Pangloss, 2004, ISBN 3-901132-25-2.
- Der Unschuld Verlust. Krimi, Orlanda, Berlin 2005, ISBN 9783936937343.
- Wien. Stadt der Frauen. Eine Reiseführerin. Sachbuch, Promedia Verlag, 2006, ISBN 3853712606.
- Ich, Carmen. Erzählung, Verlag der Apfel, Wien 2006, ISBN 978-3-85450-140-4.
- Nur du, allein. Roman, kitab, Klagenfurt 2008, ISBN 978-3-902585-05-9.
- Hertha Firnberg: eine Biographie. Mandelbaum, Wien 2009, ISBN 978-3854763086.
- denn ihre Werke folgen ihnen nach. Roman, O. Müller, Salzburg 2013, ISBN 978-3701312047.
- ¡Leben!. Roman, Leykam, Graz 2013, ISBN 978-3701178568.
- Werdegang: Varianten der Aus- und Weiterbildung von Autor/innen. PL Acad. Research, Frankfurt am Main 2014, ISBN 978-3631639146.
- Marlen Schachinger über Betty Paoli.Autorinnen feiern Autorinnen, Mandelbaum Verlag, Wien 2015, ISBN 978385476-473-1
- Albors Asche. Roman, O. Müller, Salzburg 2015, ISBN 978-3701312290.
- Martiniloben. Roman, Septime, Wien 2016, ISBN 978-3902711588.
- Requiem, Septime, Wien 2018, ISBN 978-3-902711-71-7.
- Kosovarische Korrekturen. Versuch über die Wahrheit eines Landes, Promedia Verlag, Wien 2019, ISBN 978-3-85371-459-1.
- Arbeit statt Almosen[11] Dokumentarfilm, Ö 2020.
- Schatten & Licht[12] Dokumentarfilm, Ö/D 2021.
- Erkenntnis kommt in blauer Stunde, All-Ages-Erzählung, Verlag der Apfel, Wien 2023, ISBN 978-3-85450-540-2.
- Selbstlaut[13], Ö 2023

## Herausgeberschaften
- schreibSPUREN 2010: junge Literatur. Eine Anthologie. Wiener Volkshochschulen, Wien 2010, ISBN 978-3900799809.
- Identitäten. Spuren schreiben – Spuren lesen. Edition Atelier, Wien 2011, ISBN 978-3902498496.
- Hg. gemeinsam mit Doris Fleischmann: Brüchige Welten: Spuren suchen – Spuren schreiben. Anthologie. Edition Atelier, Wien 2012, ISBN 978-3902498571.
- Hg. gemeinsam mit Johannes Milchram und Rebecca Söregi: übergrenzen. Anthologie. Septime, Wien 2015, ISBN 978-3902711397.
- Fragmente: Die Zeit danach Anthologie, Edition Arthof/Promedia, Wien 2020, ISBN 978-3-85371-480-5.
- Wort an Wort: Berührung Anthologie, Edition Arthof, Kleinbaumgarten 2022, ISBN 978-3-9505256-0-1.
- Von der Kunst, Mensch zu werden Anthologischer Wandkalender, Edition Arthof, Kleinbaumgarten 2023, ISBN 978-3-9505256-1-8.